# Asplenium × contrei
Asplenium × contrei là một loài dương xỉ trong họ Aspleniaceae. Loài này được Calle, Lovis & Reichst. mô tả khoa học đầu tiên năm 1975.
Danh pháp khoa học của loài này chưa được làm sáng tỏ. 